# Ngaio
Ngaio is een voorstad van Wellington, de hoofdstad van Nieuw-Zeeland. Het ligt op de hellingen van Mount Kaukau, 3500 meter ten noorden van het stadscentrum.
Ngaio werd op hetzelfde moment gesticht als Khandallah, een ernaast gelegen voorstad. Veel straten zijn vernoemd naar plaatsen op het Indiase subcontinent. Ngaio was oorspronkelijk een houthakkersdorpje. Tot 1908 heette Ngaio Crofton. De huidige naam ontleent het aan naam aan een Nieuw-Zeelandse inheemse boom, de Ngaio.